# Aichi Gokoku-jinja

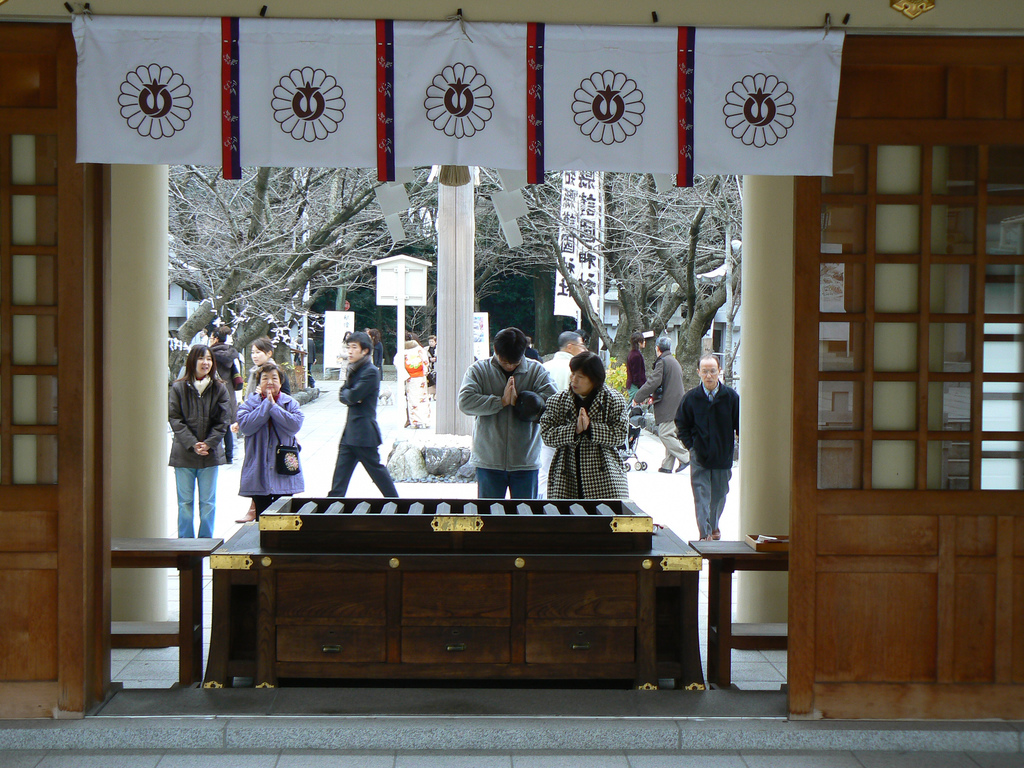

L'Aichi Gokoku-jinja est un sanctuaire shinto situé dans l'enceinte Sannomaru du château de Nagoya dans la préfecture d'Aichi au Japon.